# 黄蕾
黄蕾（1978年—），台湾台东人，高山族，中华人民共和国政治人物。

## 生平
毕业于福建广播电视大学法学专业。加入台湾民主自治同盟。2013年，担任全国人大代表。2018年2月24日，当选为第十三届全国人大代表。